# 사뮈엘 온루비아
사뮈엘 온루비아(프랑스어: Samuel Honrubia, 1986년 7월 5일~)는 프랑스의 핸드볼 선수로 포지션은 레프트윙이다. 국제 대회에 프랑스 국가대표팀의 일원으로 활동했으며 2012년 하계 올림픽에서 금메달을 획득했다. 